# The Shrink Next Door
The Shrink Next Door è una miniserie televisiva statunitense ideata da Georgia Pritchett per Apple TV+ e basata sull'omonimo podcast di Joe Nocera. La serie ha debuttato il 12 novembre 2021.

## Trama
Marty, che ha ereditato l'azienda dalla sua famiglia, viene convinto da sua sorella Phyllis a vedere uno psicologo, il dott. Ike, per provare a risolvere i suoi problemi di ansia. Ike però, dopo aver appreso della fortuna economica di Marty, tenterà ad ogni costo di usufruirne come se fosse sua. Dopo un paio di avvenimenti in cui si è dimostrato quello che è in realtà, Marty apre gli occhi e cerca di ricucire i rapporti con la sua famiglia e riprendere in mano la sua vita, per poi denunciare alle autorità dell'accaduto e provvederanno a revocare la licenza ad Ike.

## Puntate
| nº | Titolo originale | Titolo italiano      | Pubblicazione    |
| -- | ---------------- | -------------------- | ---------------- |
| 1  | The Consultation | La seduta            | 12 novembre 2021 |
| 2  | The Ceremony     | La cerimonia         | 12 novembre 2021 |
| 3  | The Treatment    | La terapia           | 12 novembre 2021 |
| 4  | The Foundation   | La fondazione        | 19 novembre 2021 |
| 5  | The Family Tree  | L'albero di famiglia | 25 novembre 2021 |
| 6  | The Party        | La festa             | 3 dicembre 2021  |
| 7  | The Breakthrough | Il punto di svolta   | 10 dicembre 2021 |
| 8  | The Verdict      | Il verdetto          | 17 dicembre 2021 |

### La seduta
- Titolo originale: The Consultation
- Diretto da: Michael Showalter
- Scritto da: Georgia Pritchett

#### Trama
Marty è un uomo molto ansioso, che ha attacchi di panico in diverse situazioni durante la giornata. Dopo l'ultimo episodio, avvenuto durante un faccia a faccia con il rabbino Sherman, che gli contestava il lavoro svolto, su suggerimento di sua sorella Phyllis decide di provare ad andare da uno psicologo. Marty, anche se non pienamente convinto dell'utilità della cosa, si rivolge quindi al dott. Ike. Durante la prima seduta ha difficoltà ad aprirsi e spiegare la sua situazione, così Ike decide di adottare un approccio diverso e portare con sé Marty in una passeggiata terapeutica fuori dallo studio. Marty si sente meglio e riesce a raccontare dei suoi impegni aziendali e della sua situazione sentimentale. Ha infatti da poco chiuso con Deborah, a cui, prima di lasciarsi, aveva promesso una vacanza in Messico. Lei non gli dà pace perché ritiene che Marty debba comunque mantenere la parola data. Ike lo convince a chiamarla per mettere fine alla situazione, ma mentre Marty è al telefono, Ike si rende conto della gravità del problema. I due, quindi, si recano all'appartamento di lei e solo l'intervento di Ike permette a Marty di allontanare definitivamente Deborah.
- Durata: 37 minuti
- Guest star: Amir Talai (Joe), Lindsey Kraft (Deborah), Lisa Rinna (se stessa), Allan Wasserman (rabbino Sherman), Jack Laufer (Abelman)

### La cerimonia
- Titolo originale: The Ceremony
- Diretto da: Michael Showalter
- Scritto da: Stuart Zicherman

#### Trama
Marty continua le sedute con il dott. Ike che lo invita a prendere in mano le redini della sua azienda dimostrando di essere lui il capo, successivamente Marty gli racconta del suo bar mitzvah e di come non è stato come sperato e viene convinto a festeggiarlo nuovamente nel giorno del suo imminente compleanno. Marty informa Phyllis della cosa e lei non è molto convinta del reale aiuto che possa dargli, oltre al fatto che questa volta non ci saranno nemmeno i loro genitori. Marty decide di fare come suggeritogli da Ike il quale trova un rabbino disponibile e pensa lui sia alla festa che agli invitati. Phyllis parla con il rabbino di famiglia per capire cosa ne pensa sella situazione ma lui non sa niente, così chiede informazioni a rabbino Goldberg che poi infoma Ike, a sua volta cerca spiegazioni da Marty. Convinto da Ike, Marty ha una discussione con la sorella che lo porta a chiederle di non presentarsi alla sua festa. Durante la festa postcerimonia Marty si rende conto di non conoscere nessuno dei presenti e che si trova in disparte, mentre la sorella è a casa a festeggiare il compleanno di uno dei suoi figli e chiedendo scusa per l'assenza dello zio.
- Durata: 42 minuti
- Guest star: Robin Bartlett (Cathy), Sarayu Blue (Miriam), Rob Brownstein (rabbino Goldberg), Allan Wasserman (rabbino Sherman)

### La terapia
- Titolo originale: The Treatment
- Diretto da: Michael Showalter
- Scritto da: Ethan Kuperberg

#### Trama
Phyllis e Marty si chiariscono e lei gli chiede aiuto economico dopo che il suo ex marito ha assunto un avvocato per gestire il loro divorzio. Marty, durante una seduta, si lascia scappare questo dettaglio e che i soldi chiesti dalla sorella sono su un fondo fiduciario familiare che gli è stato passato alla morte dei loro genitori, spiegando che verrebbero utilizzati quando in azienda ci sarebbe poco lavoro; Ike offre a Marty un'opportunità di lavoro per uno spettacolo al teatro di Broadway. Marty va da Benny al teatro per capire il lavoro da svolgere e resta spiazzato dall'enorme lavoro da svolgere, in fabbrica spiega cosa c'è da fare ma gli operai sono riluttanti all'idea per via del costo del materiale e della sua lavorazione. Marty decide quindi di chiedere a Ike di passare in azienda come consulente per motivare il suo staff per risolvere il problema, durante l'incontro si trova una soluzione alternativa per abbassare i costi di produzione ma non tengono conto della sicurezza. Phyllis, allarmata da Ike, decide di fare una seduta com lui per capire che tipo di persona è, e quando lui svela dettagli che lei non gli ha mai detto, lo invita ad allontanarsi da lei e il fratello; Ike ne parla con Marty convincendolo che la sorella mina la loro fiducia e che vuole solo del denaro da lui. Questa convinzione lo porta a non presentarsi da Irving dove lo aspetta Phyllis per trasferire del denaro dal fondo, poi i due litigano quando Marty la informa che non ha intenzione di spostare i soldi. Marty e Ike, accompagnato dalla moglie, vanno al teatro e si allarmano quando vedono attori con candele sul palco, fortunatamento la scenografia non ha preso fuoco e i due si godono la serata. Nel frattempo Phyllis va dal fratello per parlare con lui ma non lo trova in casa, decide comunque di salire e aspettarlo ma quando vede quanto il fratello sia vicino a Ike si arrabbia e decide di rubare i gioielli dei loro genitori custoditi in una cassaforte, lasciando un biglietto al fratello. Tornato a casa, Marty trova e legge il messaggio di Phyllis, poi informa Ike dell'accaduto chiedendogli aiuto e rivelandogli la sua ingente eredità. Rendendosi conto dell'entità della ricchezza di Marty, Ike lo rassicura dche da quel momento si occuperà lui di tutto.
- Durata: 51 minuti
- Guest star: Robin Bartlett (Cathy), Carlos Lacamara (Benny), Paul Schackman (Irving)

### La fondazione
- Titolo originale: The Foundation
- Diretto da: Michael Showalter
- Scritto da: Adam Countee

#### Trama
Marty esclude completamente dalla sua vita Phyllis e assume a tempo pieno Ike presso la sua azienda di tessuti, creando dissapori e contrasti tra gli impiegati. Nel frattempo Ike diventa padre di due gemelle, inizialmente riluttante ad assumere un aiuto per la moglie sopraffatta dalle bambine, per il costo settimanale, è poi costretto ad assumere qualcuno. Marty prosegue le sedute con Ike che lo convince ad avviare una fondazione benefica con la scusa di aiutare le persone che hanno bisogno di un aiuto economico, così si trovano in banca ad aprire un conto comune dove entrambi devono depositare un saldo iniziale, Marty deposita 160000 $ mentre Ike, preso alla sprovvista dalla necessità di anche un suo acconto, deposita 2500 $. Entrambi poi si recano al negozio di Joe per incorniciare i documenti come ricordo, ma lì trovano Hannah di cui Marty si invagisce e, solamente più tardi, trova il coraggio di chiederle di uscire. In azienda Ike chiede a Marty un ufficio, in modo da dare rilievo alle gerarchie, poi lo informa di un gala di beneficenza a cui, a suo avviso, devono partecipare per far conoscere la loro fondazione. Marty, anche se contrario per via del costo eccessivo, è suggestionato suo malgrado ad accettare e a invitare al gala anche Hannah. Durante il gala, Hannah che Marty hanno modo di parlare e lei si rende conto che Ike lo sta usando per i suoi interessi economici, che si palesano quando Ike acquista una palla da baseball a 20000 $ con i soldi di Marty. Marty inizia a non sentirsi bene e Hannah si allontana per prendere dell'acqua, trovando al bar Ike gli dice quello che pensa riguardo al suo uso smodato dei soldi di Marty, Ike torna da Marty che ha un infarto e chiama l'ambulanza. Ike vuole tutelare la ricchezza che Marty può portargli così, mentre lui è in ospedale, fa visita ad Hannah chiedendole di lasciarlo andare per il suo bene.
- Durata: 47 minuti
- Guest star: Robin Bartlett (Cathy), Christina Vidal (Hannah), Amir Talai (Joe), Rodney To (impiegato bancario), Keith Chandler (Reggie Jackson), Tony Abatemarco (sindaco Koch)

### L'albero di famiglia
- Titolo originale: The Family Tree
- Diretto da: Jesse Peretz
- Scritto da: Georgia Pritchett e Catherine Shepherd

#### Trama
Ike viene scosso dalla morte del padre e Marty decide di invitare lui e la famiglia a trascorrere il weekend nella sua casa negli Hampton, in modo che possa rilassarsi e ristabilirsi. Una volta lì nota un albero nel giardino e Marty racconta che lo piantarono i suoi genitori e che, per lui, è come una persona di famiglia. Durante il soggiorno Ike porta Marty a pensare che sarebbe meglio staccarsi dal passato e ammodernare l'abitazione, oltre a ciò nota la proprietà confinante. Tornati al lavoro, i due si estraniano dagli interessi dell'azienda di tessuti e Ike cerca di convincere Marty ad acquistare la casa confinante, rifiuta ma vuole tenersi amico il dottore così lo invita a passare un secondo weekend nella sua proprietà. In questo periodo i due si rimboccano le maniche ed iniziano a sistemare la casa, poi Ike manipola Marty fino a fargli acquistare la casa confinante e fargli abbattere l'albero di famiglia.
- Durata: 43 minuti
- Guest star: Robin Bartlett (Cathy), Sarayu Blue (Miriam), Annie Korzen (Esther)

### La festa
- Titolo originale: The Party
- Diretto da: Jesse Peretz
- Scritto da: Georgia Pritchett e Sas Goldberg

#### Trama
Ike da una festa a tema safari nella casa negli Hamptons nella quale Marty la passa a cucinare e servire da bere agli ospiti, quando entra in casa a prendere altro cibo viene fermato da Noreen che chiede informazioni sulle foto appese al muro e, quando arriva alla foto che ritrae Marty da piccolo con la sua famiglia, lui le dice che la casa è sua e che ci vive con Ike e la sua famiglia, Noreen fini a quel momento pensava che l'abitazione fosse di Ike. Durante la seduta successiva Ike chiede spiegazioni a Marty di quanto detto a Noreen e lo spinge nuovamente a fare un'altra festa, per poi dargli una carpa koi dicendo che avrebbe capito cosa farci. Marty realizza quindi un laghetto artificiale nella casa negli Hamptons dove mettere la carpa prima della festa successiva. Gli anni passano e Ike continua a fare feste su feste mentre Marty le passa sempre in disparte cucinando, mentre Ike dice agli ospiti che è un bravo cuoco. Durante l'ennesima festa, che questa volta non sta andando molto bene, Ike convince Marty a spingere Miriam nella piscina, lui lo fa, lei si arrabbia e Ike da la colpa a Marty di avere bevuto troppo. Marty e Miriam si allontanano chiarendosi e lui le offre dei vestiti asciutti, una volta indossati Miriam intuisce che Marty è "posseduto" da Ike e prova a farglielo capire raccontandogli cosa la costretta a fare. Mentre si allontana per prendere dei lime chiesti da Ike, inizia a riflettere sulla situazione e quando incontra la signora Zicherman che gli chiede di sua sorella, inizia a capire che c'è qualcosa che non va ma non riesce sul momento a reagire. Tornato a casa informa Ike che la sera rientra in città e lui gli chiede un favore; durante il rientro con il pullman l'autista accosta per un guasto, Marty e Miriam vanno a piedi alla stazione di servizio vicina e, mentre Miriam va alla toilette, Marty torna al pullman che in realtà non era guasto, quando Miriam esce dalla stazione riceve una telefonata da Ike che la informa che il loro rapporto è terminato.
- Durata: 43 minuti
- Guest star: Sarayu Blue (Miriam), Mindy Sterling (signora Zicherman), Jennie Pierson (Noreen)

### Il punto di svolta
- Titolo originale: The Breakthrough
- Diretto da: Jesse Peretz
- Scritto da: Georgia Pritchett e Sas Goldberg

#### Trama
Bruce informa Marty che ha analizzato le finanze dell'azienda e che sarebbe meglio trasferirsi nel New Jersey per abbattere i costi ma avere uno spazio più ampio, Ike però non è dello stesso parere e convince Marty a non trasferire l'azienda. Visto che Marty non sta molto bene, Cathy lo convince ad andare in ospedale per una visita, una volta lì scopre che deve essere operato per un'ernia e che, dopo l'operazione, dovrà restare in ospedale qualche giorno. Prima di sottoporsi all'intervento, Marty passa da Ike nel suo studio chiedendogli di prendersi cura delle carpe in sua assenza perché una di esse è malata. Dopo l'intervento Marty aspetta con ansia di ricevere una visita o telefonata da Ike ma l'unica persona che si presenta è Terrel. Dopo quattro giorni, Marty ormai arrabbiato, scappa dall'ospedale e guida fino alla sua casa negli Hamptons trovandosi davanti l'ennesima festa. Preso in disparte Ike, gli chiede spiegazioni e lui, messo alle strette, comvince Marty che la sala di degenza in cui l'avevano messo e l'operazione fatta dopo pochi giorni fosse merito suo, Bonnie che ha ascoltato sembra preoccuparsi per Marty e chiede ad Ike di annullare la festa e lasciare a Marty il tempo per riposare, ma Ike non è intenzionato a finire la festa. Marty, dopo essersi cambiato, va a controllare le carpe e se in un primo momento gli sembrava tutto apposto, dopo poco si rende conto che quella malata non è con le altre ma è in un angolo deceduta. Questo e quello accaduto in ospedale gli fanno capire chi è veramente Ike e si sfoga con Bonnie che sembra capire, poi durante la notte mette a soqquadro il giardino prima di seppellire la carpa. Tornati in città Ike si preoccupa quando Marty non si presenta alla seduta programmata, prova a contattarlo telefonicamente ma non risponde nessuno, così decide di andare all'azienda trovandola vuota. Chiama il numero aziendale e chiede a Cathy di parlare con Marty ma lei prende scuse per non passarglielo, decide quindi di andare nella nuova sede e avere un faccia a faccia con Marty che, oltre a spiegargli il motivo del trasferimento, gli consegna una lettera di licenziamento.
- Durata: 44 minuti
- Guest star: Robin Bartlett (Cathy), Lisa Rinna (se stessa), Tireni Oyenusi (Terrel), Jeremy Shouldis (dott. Collin Schmidt), Nicole DuBois (Claire)

### Il verdetto
- Titolo originale: The Verdict
- Diretto da: Jesse Peretz
- Scritto da: Georgia Pritchett

#### Trama
Marty prosegue ad ingnorare Ike che gli lascia un messaggio in segreteria ogni giorno, per tenersi occupato prova ad invitare Bruce a fare qualcosa ma è occupato. Dopo qualche giorno si presenta nello studio di Ike che, fiero che sia tornato da lui, gli racconta che vuole rinnovate le promesse con la moglie e che ci tengono che lui faccia da testimone. Marty prova a ricucire i rapporti che Ike lo aveva costretto a tagliare, telefona quindi a sua sorella ma quando risponde non ha il coraggio di dirle che è, poi invita Nancy ma quando capisce che Marty non vuole scusarsi per essere scomparso se ne va. Decide quindi di cercare Hannah al negozio di Joe ma lui lo informa che si è sposata e ha dei figli, poi scopre che Ike era passato in negozio chidendole di allontanarsi da lui dopo l'appuntamento che avevano avuto, decide quindi di informare Ike che non gli farà più da testimone e successivamente fa cambiare tutte le serrature della sua casa negli Hamptons. Da lui si presenta Phyllis che gli chiede di non avvicinare i suoi figli e che lui, per lei, non esiste più, quando entra in casa per andare in bagno si accorge che non c'è più l'albero di famiglia e Marty le racconta tutto, i due si riavvicinano. Quella sera i due fanno pulizia in casa ed iniziano a bruciare vecchi oggetti di Ike, Marty però decide salvare i manoscritti ma, quando Ike si presenta per prenderli, li brucia tutti eccetto quello che Ike in mano, poi lo fa allontanare. Un anno dopo, Marty ha ricucito i rapporti con la famiglia e ha piantato un nuovo albero come quello che era stato tolto anni prima. Nel 2021 Ike deve difendersi dalla revoca della licenza chiesta da Marty.
- Durata: 50 minuti
- Guest star: Amir Talai (Joe), Sas Goldberg (Nancy da adulta)

## Personaggi e interpreti

### Principali
- Martin "Marty" Markowitz, interpretato da Will Ferrell, doppiato da Pino Insegno.
- Dott. Isaac "Ike" Herschkopf, interpretato da Paul Rudd, doppiato da Alessandro Quarta.
Psicologo al quale si rivolge Martin.
- Phyllis Shapiro, interpretata da Kathryn Hahn, doppiata da Rossella Acerbo.
Sorella di Martin.
- Bonnie Herschkopf, interpretata da Casey Wilson, doppiata da Perla Liberatori.
Moglie del dott. Ike.
- Bruce, interpretato da Cornell Womack, doppiato da Emanuele Durante.

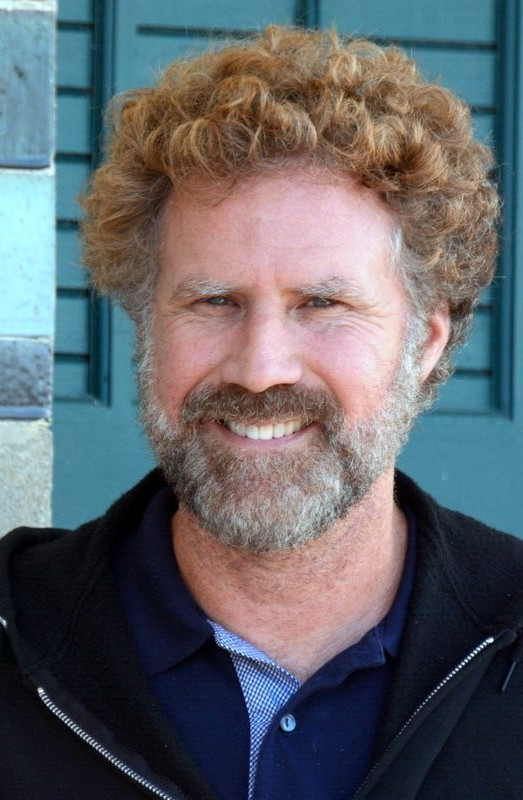
Will Ferrell interpreta Marty
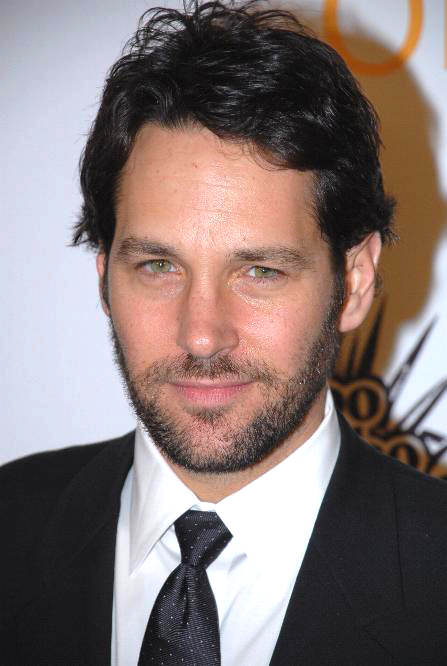
Paul Rudd interpreta dott. Ike
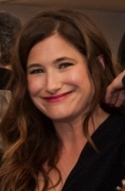
Kathryn Hahn interpreta Phyllis Shapiro
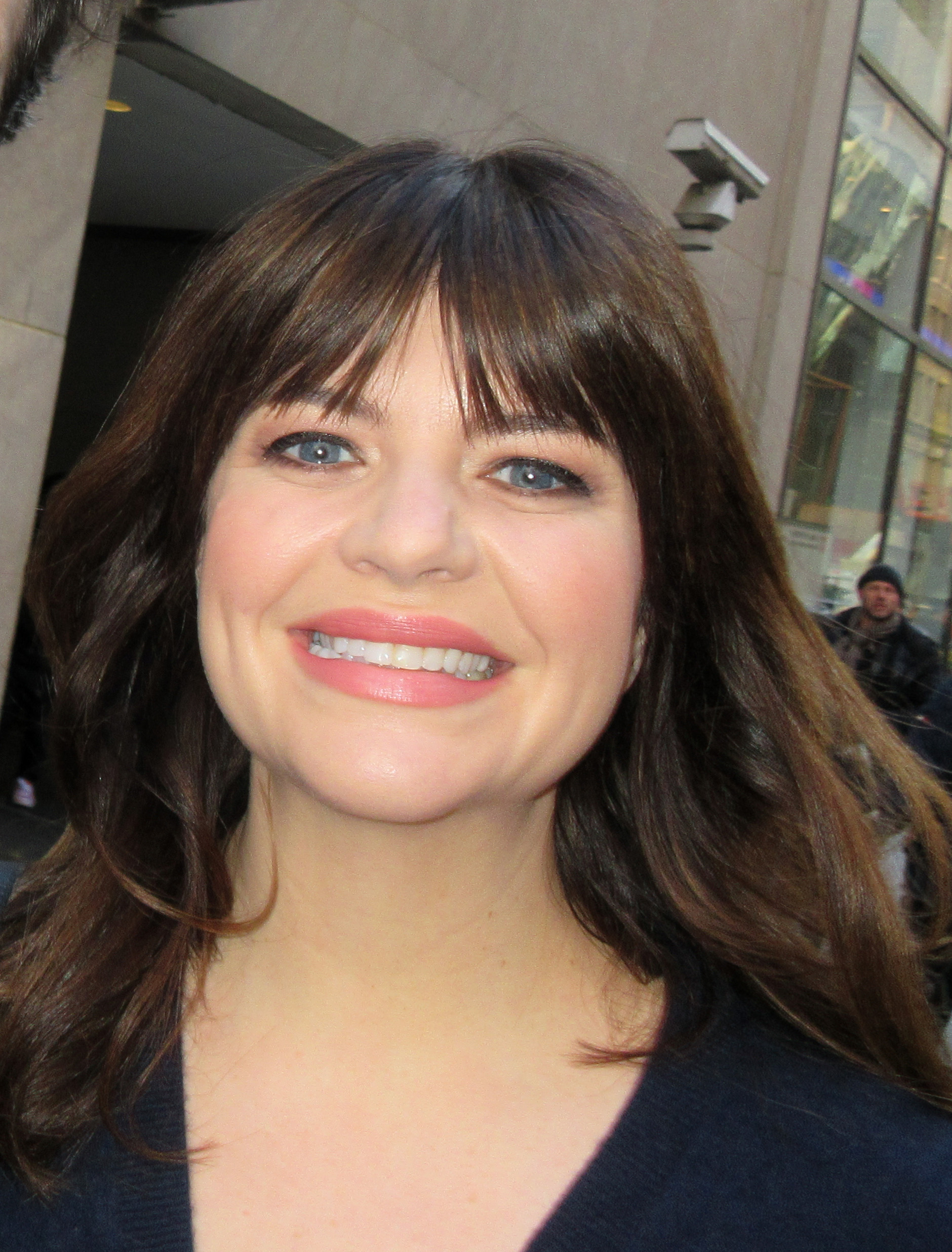
Casey Wilson interpreta Bonnie Herschkopf

### Ricorrenti
- Nancy, interpretata da Gable Swanlund, doppiata da Francesca Solitro.
- Lizzie, interpretata da Lee Bachrach, doppiata da Serena Stollo.
- Cathy, interpretata da Robin Bartlett, doppiata da Mirta Pepe.
- Joe, interpretato da Amir Talai, doppiato da Alessandro Parise.
- Rabbino Sherman, interpretato da Allan Wasserman, doppiato da Giulio Pierotti.
- Joel, interpretato da Richard Aaron Anderson, doppiato da Alessio Aimone.
- Miriam, interpretata da Sarayu Blue, doppiata da Monica Migliori.
- Herb, interpretato da Bob Glouberman, doppiato da Pietro Ramacciato.
- Benjamin, interpretato da Larry Weissman, doppiato da Stefano Oppedisano.

## Distribuzione
The Shrink Next Door ha debuttato il 12 novembre 2021 sulla piattaforma di video on demand Apple TV+, in tutti i paesi in cui il servizio è disponibile.

### Edizione italiana
La direzione del doppiaggio è di Gianluca Crisafi e i dialoghi italiani sono curati dallo stesso Crisafi e Marco Barbato per conto della Dubbing Brothers Int. Italia che si è occupata anche della sonorizzazione.

## Accoglienza

### Critica
Sull'aggregatore di recensioni Rotten Tomatoes la serie riceve il 46% delle recensioni professionali positive, mentre su Metacritic ha un punteggio di 61 su 100 basato su 29 recensioni.